# Ectyphus abdominalis
Ectyphus abdominalis är en tvåvingeart som beskrevs av Mario Bezzi 1924. Ectyphus abdominalis ingår i släktet Ectyphus och familjen Mydidae. Inga underarter finns listade i Catalogue of Life.